# Ifjúsági Demokrata Fórum
Az Ifjúsági Demokrata Fórum a Magyar Demokrata Fórum ifjúsági szervezete.

## Leírása
Az Ifjúsági Demokrata Fórumot 1989. július 8-án alapította száz, az MDF-fel szimpatizáló fiatal Mártélyon. Ez volt az első politikai ifjúsági szervezet a magyarországi rendszerváltozás után, amely párthoz kötődött, de szervezetileg autonóm volt.
A szervezet a Lakiteleki Nyilatkozat szellemében fogalmazta meg céljait. Ennek lényege egy olyan ifjúsági szervezet létrehozása, amely a konzervatív-keresztény értékrend mentén próbálja orientálni a fiatalokat. Az alapító levélben, a Mártélyi Nyilatkozatban a helyzetértékelés után meghirdette rövid és hosszú távú céljait. A parlamentáris demokrácia, a jogállamiság, a többpártrendszer és az emberi szabadságjogok a rendszerváltozással megvalósultak, a hosszú távú célok azonban a mai napig érvényesek.
Jelenlegi céljuk a nemzet jövőjét a keresztény erkölcsben megszilárdult, tudásában és műveltségében az új társadalmi-gazdasági körülményeknek is megfelelni képes ifjúság politikai megjelenítése, az ifjúság érdekeinek a képviselete, a nemzeti és egyetemes európai értékek védelme és szolgálata, keresztény erkölcsi alapon, a demokratikus jogállam keretei között. Az IDF kiemelkedően fontosnak tartja a határon túli ifjúsággal való kapcsolattartást, ezért képviselőik rendszeresen eleget tesznek a határon túli magyar ifjúsági szervezetek meghívásainak is. Hasonlóképpen az IDF is rendszeresen vendégül látja ezen szervezetek képviselőit.
Az IDF-nek ma már több, hagyományos országos programja van, amelyeket évről évre megrendez. Ezek közé tartoznak nyári táboraik, ahol az IDF és testvérszervezeteinek tagjai, valamint a határon túli magyar ifjúság képviselői vesznek részt vezetői továbbképzésen. Évente több alkalommal, változó helyszínen tart konferenciát a kereszténydemokrácia történetéről és jövőbeni lehetőségekről. Ezen kívül számos más szeminárium kerül megrendezésre a különböző szakmai kollégiumaik szervezésében. Az állandó programjaik közé tartozik a március 15-ei fáklyás felvonulás, az október 6., illetve az október 22–23-i megemlékezések, koszorúzások, a június 4-ei trianoni megemlékezés, a Bazilika előtti adventi gyertyagyújtás.
Az IDF évente két zarándokutat szervez, Rómába a húsvéti apostoli áldásra, pünkösdkor pedig a csíksomlyói búcsúra. Minden alkalommal nagy létszámban vesznek részt a Kassai Ifjúsági Napokon, a Szegedi Ifjúsági Napokon, a Kapolcsi Művészetek Völgyén és az EFOTT-on.
Fokozott figyelmet fordít az egyház és az ifjúság viszonyára. Azt vallja, hogy a történelmi egyházak a jelenkori ifjúság számára is képesek válaszokat adni fontos, a fiatalokat érintő és foglalkoztató kérdésekre.
Az IDF bekapcsolódott az MDF parlamenti frakciójának munkájába is, annak megszűnéséig. Ezt a frakció mellett működő munkacsoport keretében és egy országgyűlési képviselőjén keresztül valósította meg, segítve ezzel a kis létszámú frakció eredményes szereplését. Ezen kívül az IDF részt vesz az önkormányzati munkában is, hol saját önkormányzati képviselővel, hol pedig külsős bizottsági taggal.
Az MDF vezető testületeiben az IDF-nek szerepéhez megfelelő szerepet biztosít a Demokrata Fórum alapszabályának 2001. januári módosításával. Így az Országos Elnökségtől kezdve az Országos Választmányon át a Megyei Választmányokig mindenhol jelen van, az utóbbi két döntéshozatali szinten szavazati joggal is rendelkezik. Az MDF XVIII. Országos Gyűlése 2002. február 15-én a Magyar Demokrata Fórum 9 tagú Országos Elnökségébe választotta Almássy Kornélt, aki 2006 óta országgyűlési képviselő, előbb az MDF, majd a belső pártharc eredményeként pártonkívüli független státuszban.
Az MDF XXI. Országos Gyűlése 2007. március 11-én a Magyar Demokrata Fórum Országos Elnökségébe választotta Lasztovicza Gábort is.
Az IDF erős kapcsolatokat tart fenn más keresztény szellemiségű ifjúsági szervezetekkel. Alapítóként tagja az Országos Gyermek és Ifjúsági Parlamentnek is. Állandó tagként vesz részt a Magyar Ifjúsági Konferencia munkájában. Az IDF egyenlőségen alapuló partneri kapcsolat kialakítására törekszik minden nemzeti, keresztény, konzervatív ifjúsági szervezettel.
Az IDF tagja európai keresztény-konzervatív szervezeteknek: mint például a YEPP-nek – az Európai Néppárt ifjúsági szervezetének – és EYCD-nek. Az IDF a Junge Union – a CDU/CSU ifjúsági szervezetének – magyar partnerszervezete. A különböző szervezetek munkájában évek óta részt vesznek, ezáltal tagjaiknak lehetősége nyílik arra, hogy az európai politikába is bekapcsolódhassanak. A határon túli magyar ifjúsági szervezetekkel szorosan együttműködik, és kapcsolatot tart az összes szomszédos állam magyar ifjúsági és diákszervezeteivel.

## Külső hivatkozás
- Az Ifjúsági Demokrata Fórum hivatalos honlapja
- Alapítólevél
- Az Alapszabály részlete[halott link]